# Weser
El Weser (pronunciación en alemán: /ˈveːzɐ/ⓘ) es un río del noroeste de Alemania. Formado en Hannoversch Münden por la confluencia del Fulda y el Werra, fluye en dirección norte por los estados de Hesse, Baja Sajonia, Renania del Norte-Westfalia y Bremen durante 452 km —el sistema Weser-Werra llega a los 744 km— hasta desembocar en el mar del Norte. Es el río más largo enteramente en el país.
El río también es conocido por el cuento "El flautista de Hamelin" en el cual el flautista ahoga a las ratas.

## Ciudades en su curso
Las principales ciudades en su curso son las siguientes: Hannoversch Münden, Beverungen, Höxter, Holzminden, Bodenwerder, Hamelín, Hessisch-Oldendorf, Rinteln, Vlotho, Bad Oeynhausen, Porta Westfalica, Minden, Petershagen, Nienburg, Achim, Bremen, Brake, Nordenham y Bremerhaven.

## Principales afluentes
Sus principales afluentes son, por la margen izquierda: Ulster, Fulda, Diemel, Große Aue y Hunte; y por la margen derecha: Nesse, Aller y Lesum (Wümme).

## Galería

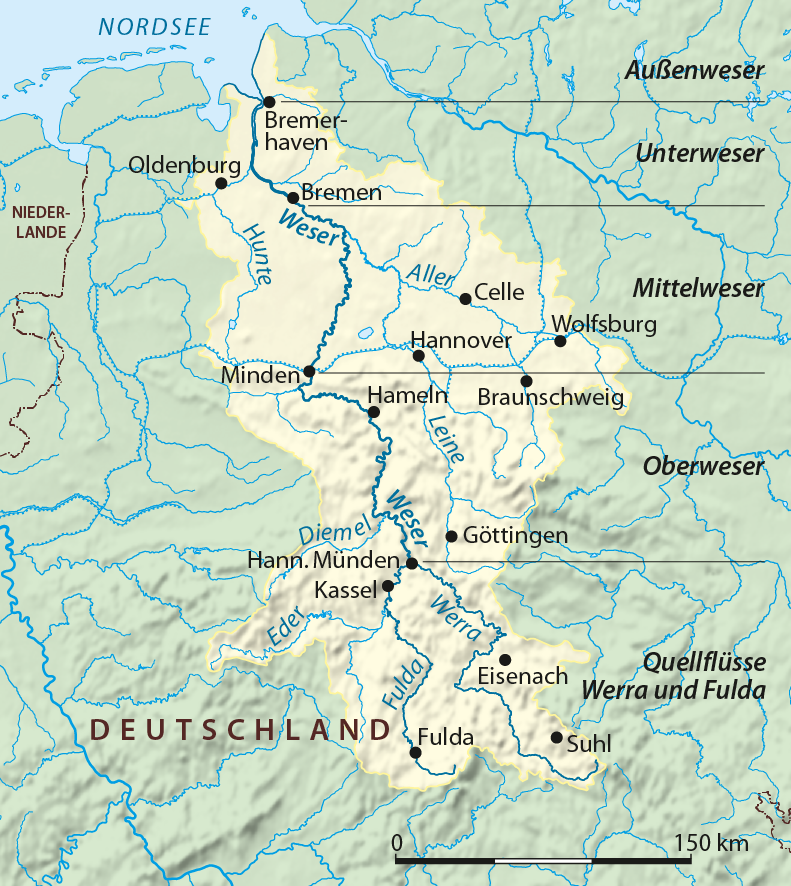
Río Weser
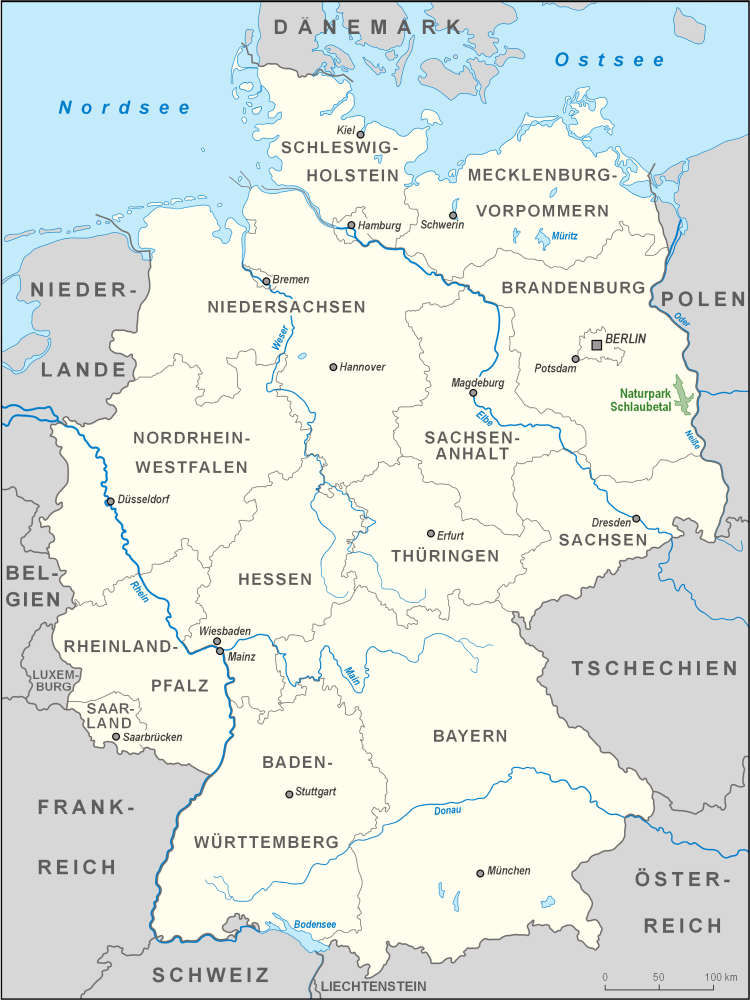
El Weser en Alemania
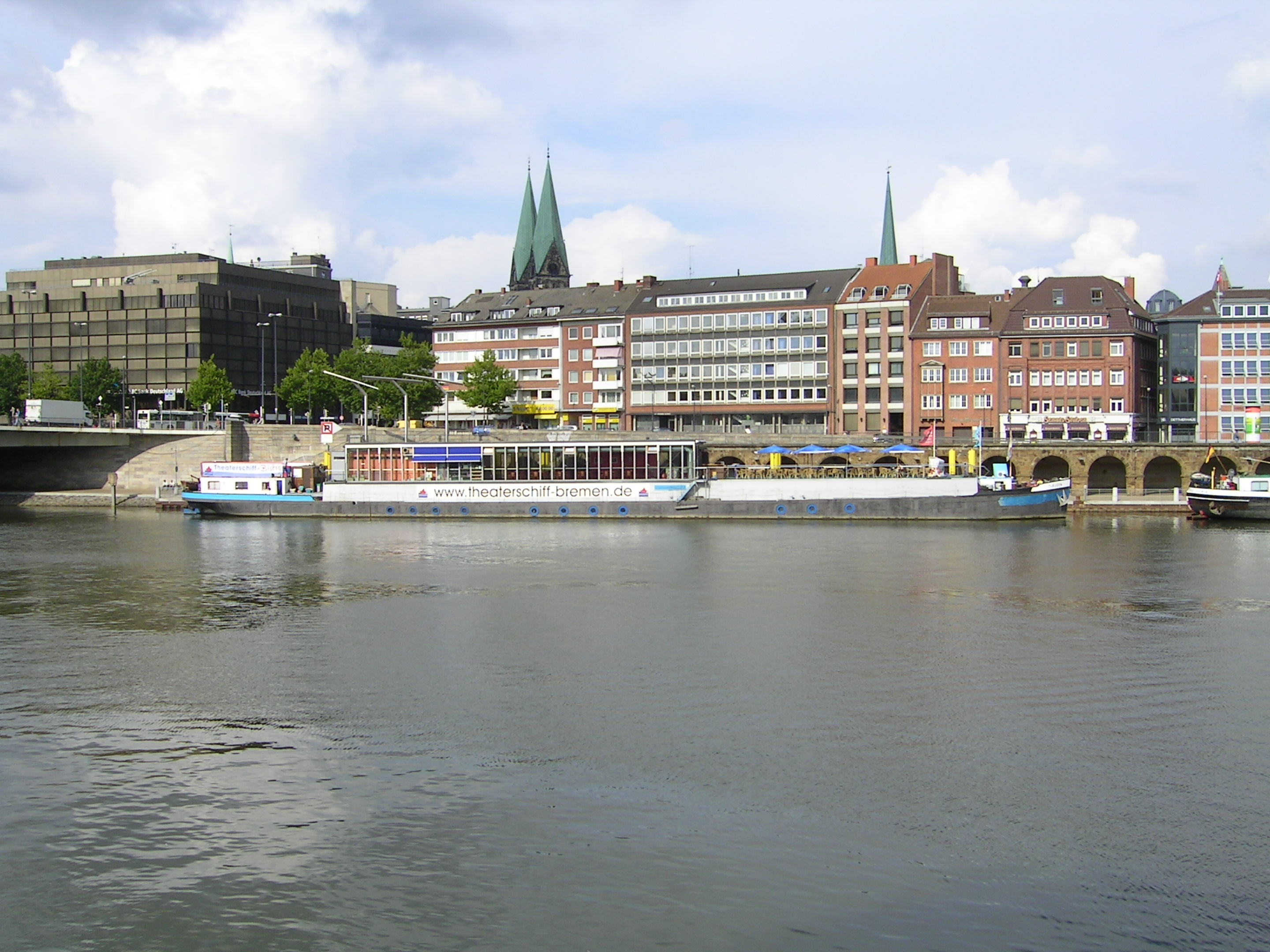
El Weser en Bremen
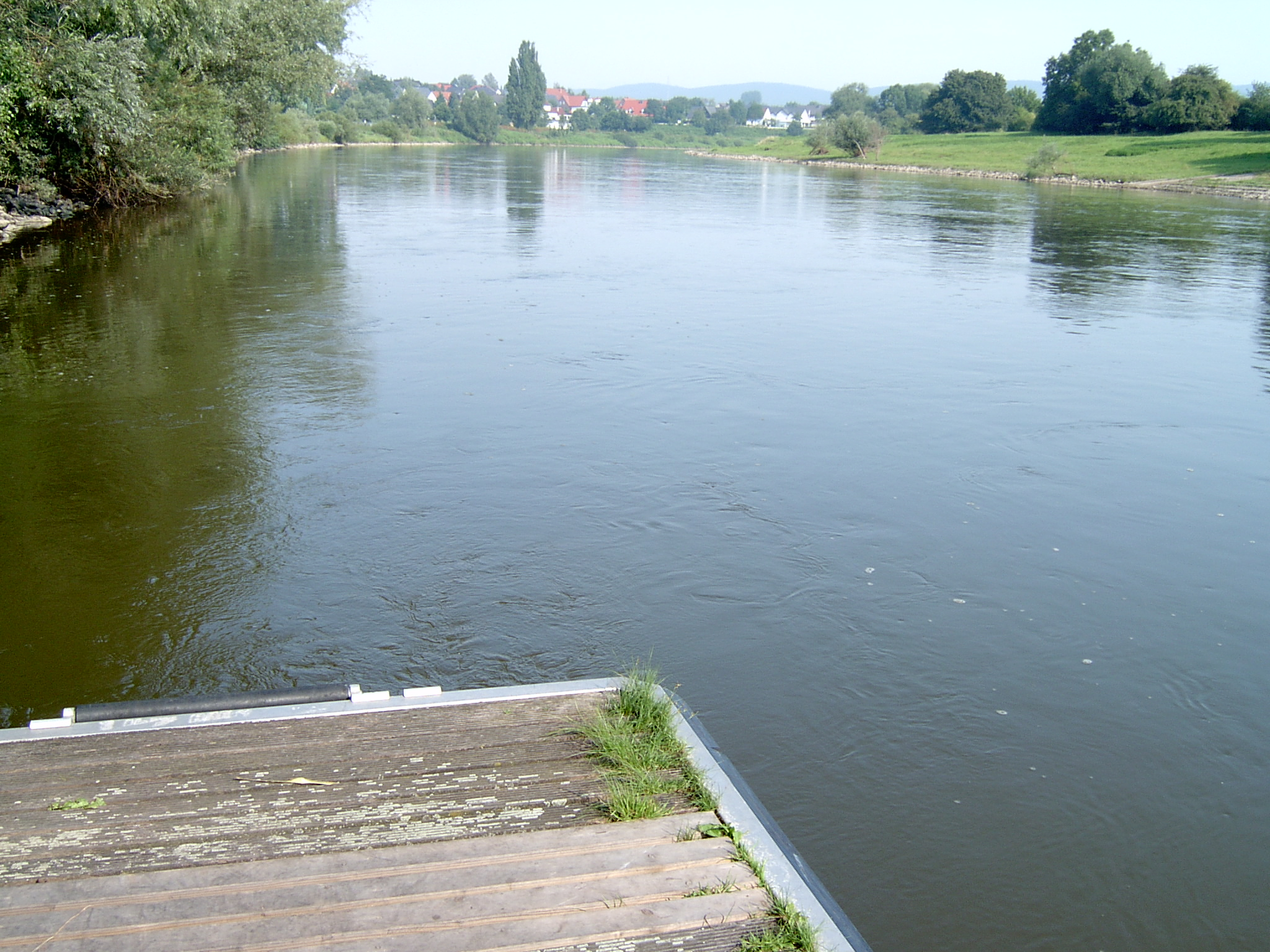
Otra imagen del Weser